# Anomis flava
Anomis flava é uma espécie de mariposa da família Erebidae. Pode ser encontrada em muitos lugares do mundo, como China, Havaí, São Tomé e Príncipe, Tailândia e Austrália. A subespécie Anomis flava fimbriago é encontrada na América do Norte.
Sua envergadura é de cerca de 28 mm. As larvas se alimentam de Hibiscus rosa-sinensis, Hibiscus cannabinus, Legnephora moorei e Gossypium hirsutum.

## Subespécies
- A. flava flava
- A. flava fimbriago

## Galeria

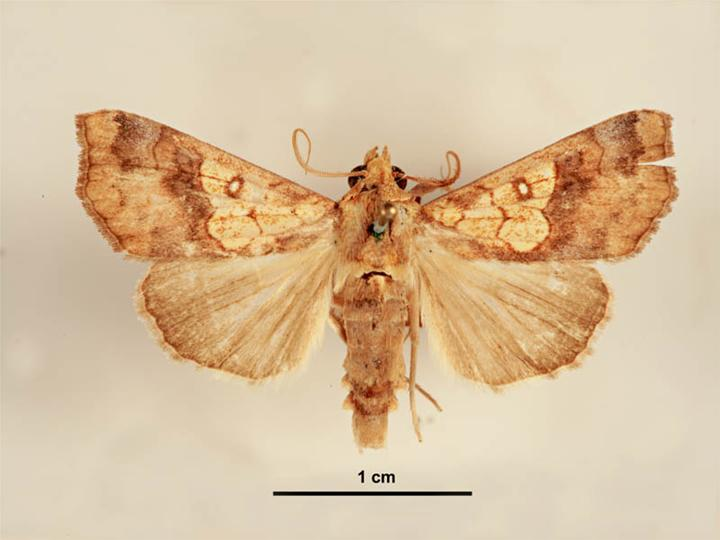
Fêmea, visão dorsal
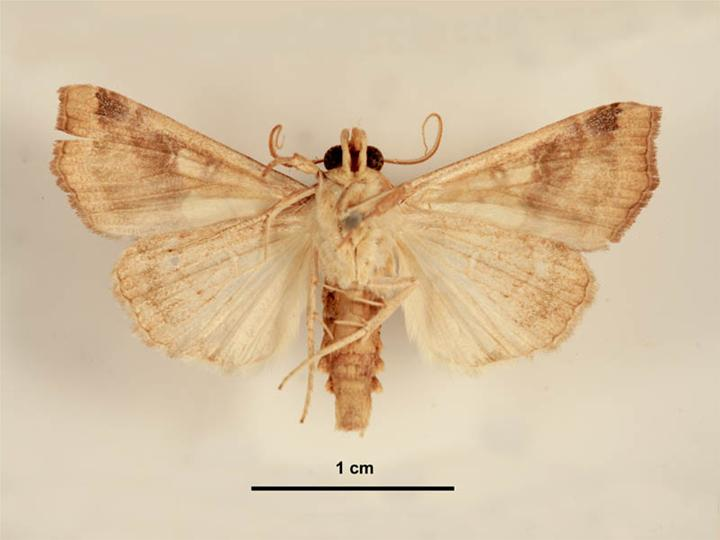
Fêmea, visão ventral
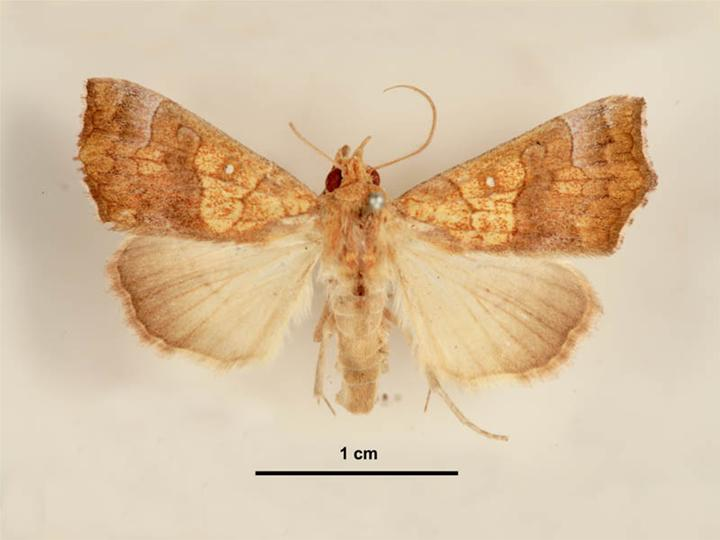
Macho, visão dorsal
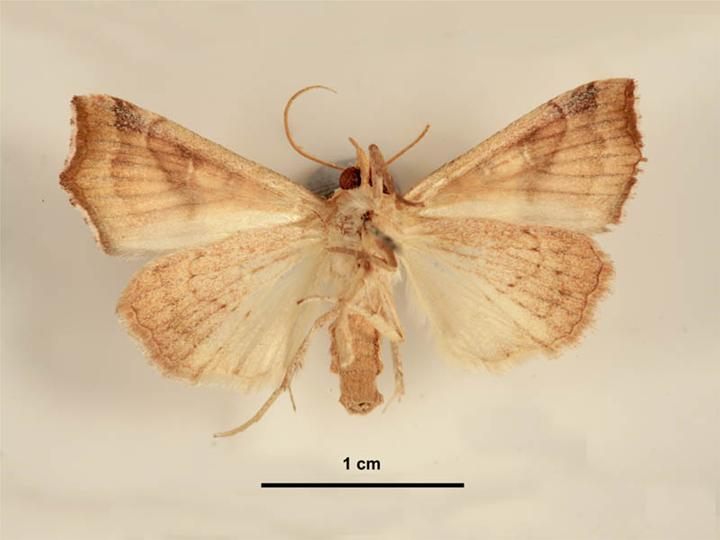
Macho, visão ventral
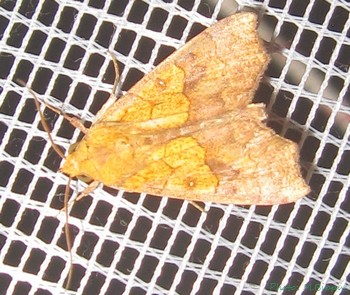